# Голобуцький Володимир Олексійович
Голобуцький Володимир Олексійович (нар. 15 (28) липня 1903, Великий Бір — 21 січня 1993, Київ) — історик українського козацтва, фахівець з економічної історії України, доктор історичних наук (з 1948 року), професор (з 1949 року).

## Біографія
Народився 15 (28 липня) 1903 року в селі Великому Борі Суразького повіту Чернігівської губернії (нині Брянської області, РФ) в родині священика, вчителя і громадського діяча. Після закінчення сільської школи навчався в Новгород-Сіверському духовному училищі. З 1919 року — переписувач, воєнний діловод військового комісаріату, співробітник відділу народної освіти в селі Мутиному. Восени 1921 року поступив на дворічні курси для дорослих в місті Глухові, а після закінчення їх працював «збачем» в селі Безуглівці під Ніжином. Там отримав довідку про своє походження нібито з сільської бідноти, без котрої отримати вищу освіту було неможливо. У 1925 році виїхав на Кавказ. В адигейському аулі Пчегатлукай працював завідувачем хатою-читальнею та обирався секретарем місцевого комсомольського осередку.
У 1926 році поступив на природниче відділення Кубанського педагогічного інституту, а наступного року перевівся до Північнокавказького університету у Ростові-на-Дону на соціально-економічне відділення. По закінченні його у 1930 році був направлений на роботу в місто Грозний викладати на рабфаці, в технікумі дошкільної освіти та в Міжгалузевому комбінаті робочої освіти.
У 1934–1937 роках — аспірант, викладач педагогічного інституту імені О. І. Герцена в Ленінграді. У 1937–1940 роках — доцент і завідувач кафедри історії народів СРСР Краснодарського педагогічного інституту. У 1938 році в Ленінградському педагогічному інституті під керівництвом академіка АН СРСР Б. Д. Грекова захистив кандидатську дисертацію на тему «Дипломатичні зносини Московського уряду з Богданом Хмельницьким до Земського Собору 19 лютого 1651 р.».
У 1940–1942 роках — доцент Ленінградського педагогічного інституту. У 1942–1943 роках — викладач у педагогічному училищі села Аксубаєвого Аксубаєвського району Татарської АРСР. У 1943–1947 роках — завідувач кафедри історії СРСР Казанського державного університету. У 1947–1949 роках — завідувач кафедри, декан історичного факультету Чернівецького державного університету. У 1947 році у Ленінградському державному університеті захистив докторську дисертацію на тему «Чорноморське козацтво: Нарис соціальної історії».
У 1947–1949 роках — старший науковий співробітник, у 1949–1950 роках  — завідувач відділу історії народів СРСР, з 1951 року — завідувач відділу історіографії та фондів, у 1951–1954 роках — старший науковий співробітник відділу археографії. Незважаючи на вимушенні компроміси з пануючою ідеологією, об'єктивно підходив до вивчення історії України 16-19ст. Відстоював концепцію раннього розвитку буржуазних відносин в Україні та глибоко досліджував питання українського козацтва у часи коли ця тема була під мовчазною забороною режиму  У 1954–1958 роках — старший науковий співробітник відділу історії феодалізму, у 1958–1961 роках — завідувач відділом історії феодалізму, у 1974–1979 роках — старший науковий співробітник-консультант відділу дружби народів Інституту історії АН УРСР. У 1951–1953 роках — завідувач кафедри історії СРСР Київського педагогічного інституту. У 1961–1971 роках — завідувач кафедри історії народного господарства Київського інституту народного господарства. У 1972–1984 роках — старший науковий співробітник-консультант Інституту економіки АН УРСР. Підготував чимало молодих вчених у галузі історії України, козацтва, економіки.  Брав участь у роботі 11-го Міжнародного конгресу істориків (Стокгольм, 1960).
Жив в Києві в будинку по вулиці Черняховського, 4, квартира 32. Помер в Києві 21 січня 1993 року.

## Праці
- Освободительная война украинского народа под руководством Б. Хмельницкого. К., 1954;
- Россия и освободительная война украинского народа 1648–1654 гг. К.,1954;
- Черноморское казачество. К., 1956;
- Максим Железняк. М., 1960;
- Запорізька Січ в останні часи свого існування. 1734–1775 рр. К., 1961;
- Дипломатическая история освободительной войны украинского народа 1648–1654 гг. К., 1962;
- Страницы из моих воспоминаний. «История СССР», 1966, № 3;
- Гомін, гомін по діброві. К., 1963; 1967; Дніпропетровськ, 2003;
- Економічна історія Української РСР: Дожовтневий період. К., 1970;
- Запорозьке козацтво [Архівовано 8 квітня 2014 у Wayback Machine.]. К., 1994. (російськомовне видання 1957 р. [Архівовано 25 травня 2018 у Wayback Machine.])

## Відзнаки
Лауреат Державної премії УРСР в галузі науки і техніки (1980; за восьмитомну працю «Історія Української РСР»). Нагороджений Орденом Трудового Червоного Прапора (1960).